# Puentes de Sevilla

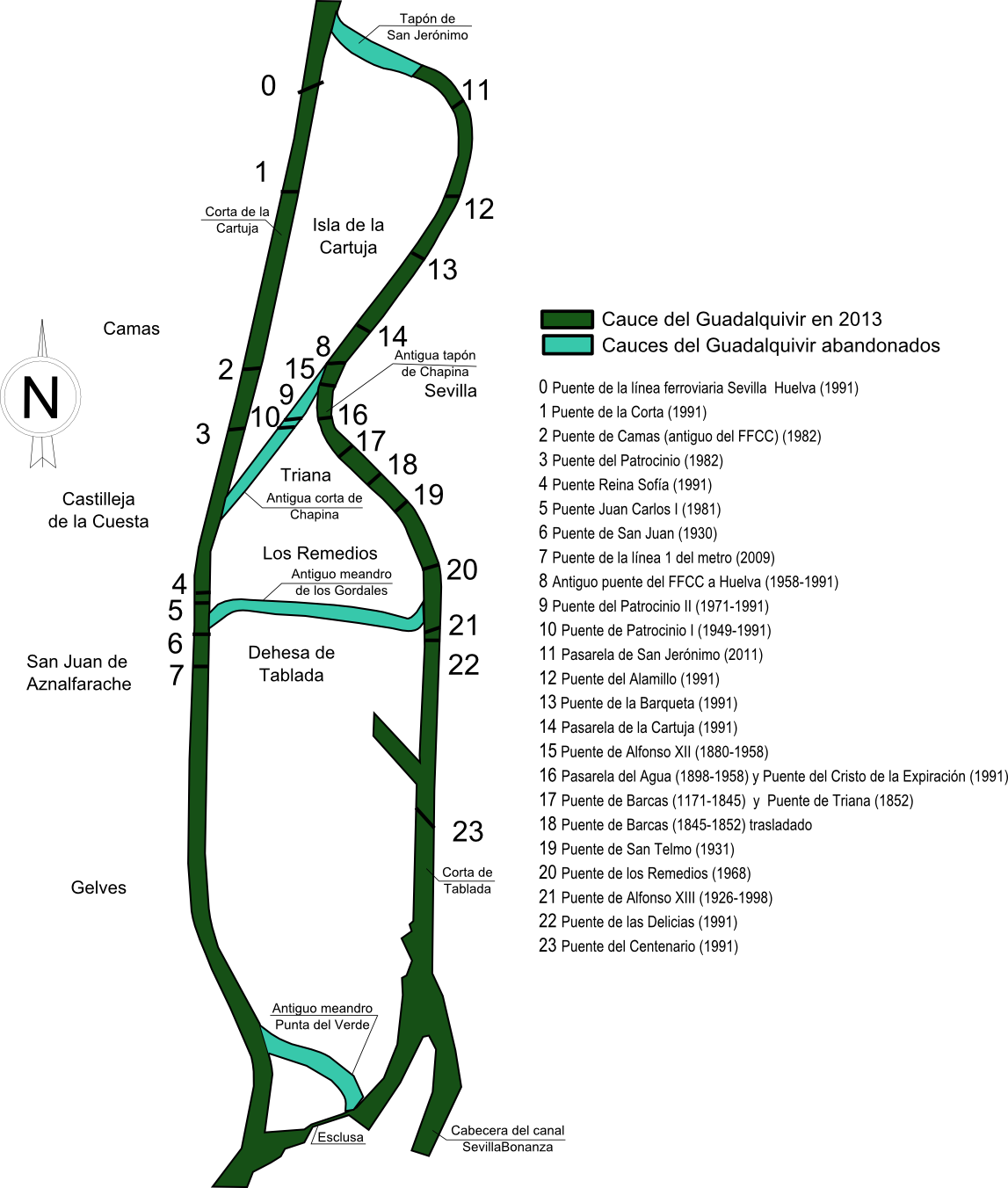
Plano en el que se muestra el curso del río a su paso por Sevilla y la situación aproximada de los puentes.

Los puentes de Sevilla cruzan el río Guadalquivir, así como el canal de Alfonso XIII, nombre que recibe el cauce conocido como la dársena, que era, en parte, el antiguo cauce natural del río, y que cruza la ciudad, separando el centro histórico de Triana, Los Remedios y la Cartuja.
También existen puentes de Sevilla sobre la llamada Corta de la Cartuja, cauce artificial, que se une con el antiguo cauce natural abandonado y por donde discurre el río, que se sitúa al oeste de la ciudad, y que fue realizada junto al muro de defensa, para evitar las inundaciones en la capital hispalense.

## Geografía e historia del Guadalquivir y Sevilla
El Guadalquivir, río que cruza Sevilla de norte a sur, ha recibido numerosas modificaciones de su curso a lo largo de la historia, especialmente durante el siglo XX. Estas modificaciones influyeron directamente sobre la construcción y localización de los puentes que cruzan la ciudad. A principios del siglo XX el río Guadalquivir entraba en la ciudad por el norte y cruzaba Sevilla para salir de la ciudad por el sur, con un meandro muy pronunciado que dificultaba el tráfico fluvial procedente del océano Atlántico. 

## Corte del brazo secundario del río y posterior desecado
Durante la Rebelión de Hermenegildo, las tropas de Leovigildo cortaron el brazo del río que discurría por lo que hoy son la Alameda de Hércules hasta desembocar en cerca de donde hoy se encuentra la torre del oro, dejando un brazo muerto de río en lo que posteriormente, serían las murallas de Sevilla. Esta laguna, sería posteriormente desecada nn 1574 según proyecto del conde de Barajas

### Creación del canal Alfonso XIII
Entre 1903 y 1926, se realizaron las modificaciones especificadas en el Plan Molini con el fin de simplificar la navegación hasta el puerto de Sevilla: el canal de Alfonso XIII, creando un acceso en línea recta entre los dos extremos del meandro de tablada.

### Desvío del río y creación de la dársena
En 1948, para evitar las importantes inundaciones por las que se veía afectada la ciudad de Sevilla por el Guadalquivir, se creó un nuevo cauce por la cartuja, que se unió en San Juan de Aznalfarache con el antiguo cauce abandonado mediante la creación del canal de Alfonso XIII, y se taponó el río en Chapina, la entrada norte del río en la ciudad. Quedaba de este modo la dársena, que recibe en su totalidad el nombre de canal de Alfonso XIII, como un brazo muerto del río, cerrado al norte por el citado tapón, y al sur por la esclusa del puerto.

### Reapertura de la dársena
Con las obras de la Expo 92, se volvió a abrir el tapón de Chapina, desplazándose más al norte, hasta la zona de San Jerónimo, donde se encuentran un parque y una estación depuradora de aguas residuales, aunque, en esta ocasión, el cauce y el río se encuentran comunicados por conducciones subterráneas cuyo caudal es regulable.

## Historia de los puentes de sevilla

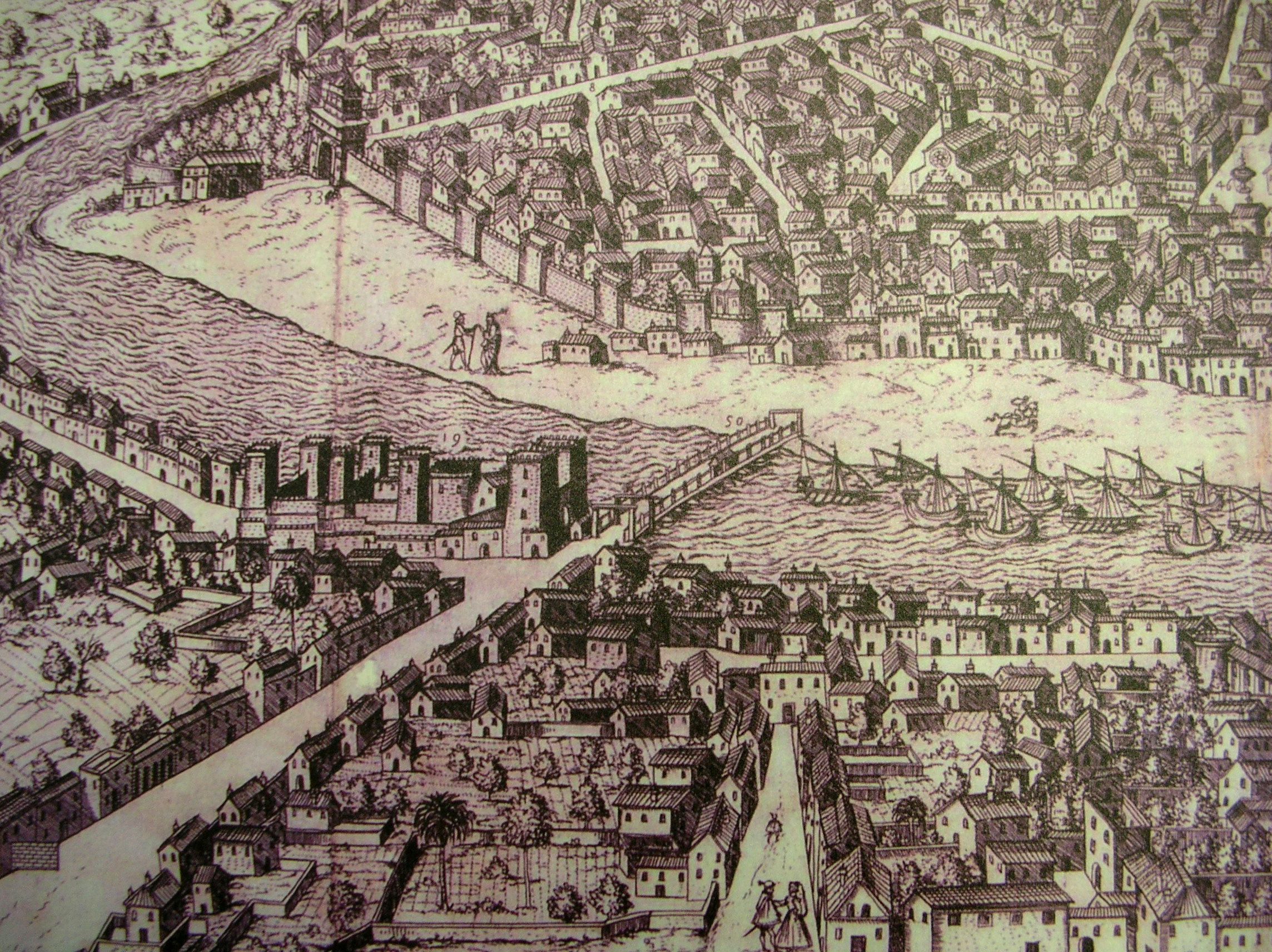
Detalle de Vista de Sevilla al finales del siglo XVI (1585), grabado de Ambrosio Brambilla (Biblioteca Nacional de España), en el que se muestra el puente de barcas en el emplazamiento del actual puente de Isabel II.

### Antes del siglo XIX
La ciudad de Sevilla, debe una pequeña parte de su importancia a ser el lugar más aguas abajo donde era posible cruzar el Guadalquivir. Ya que hasta mediados del siglo XIX, no se construyó ningún puente. Únicamente el puente de barcas permitía pasar de Sevilla a Triana desde su construcción en 1171 hasta 1852.
A lo largo del siglo XVI comenzó a barajarse la idea de construir un puente permanente sobre el Guadalquivir a su paso por Sevilla. Se estudiaron varios proyectos para ejecutar dicho puente, especialmente en la segunda mitad de dicho siglo. En 1563 se estudió un proyecto realizado por Fabricio Mondente, en el que se ofrecía a realizar un puente de madera y hierro. En 1578 el Conde de Barajas propuso al Cabildo, la construcción de un puente permanente argumentando el alto coste anual del mantenimiento del puente barcas, las personas ahogadas, así como los graves perjuicios ocasionados durante la ruptura del puente debida a una riada hasta su reparación, la cual se prolongó durante un mes, en el cual las mercancías no pudieron atravesar el río. En 1629 hubo otro proyecto promovido por el asistente del vizconde de la Corsana para levantar un puente permanente, construido en piedra según el diseño de Andrés de Oviedo cuyo plano se conserva en el ayuntamiento. Este puente se hubiera ubicado en Chapina, donde hoy se sitúa el puente del Cristo de la Expiración.

### SigloXIX
En 1852 se inauguró el puente de Isabel II, también conocido como puente de Triana, el primer puente fijo que cruzaba sobre el Guadalquivir.
El segundo de los puentes, fue el puente Alfonso XII, sobre el que discurría la línea ferroviaria Sevilla-Huelva, fue inaugurado el 15 de marzo de 1880 y fue reemplazado 1943 al realizarse en la zona el denominado tapón de Chapina, realizándose un nuevo puente  algo más al norte del citado tapón.
El 23 de abril de 1898 se inauguró la pasarela del Agua, que cumplía una doble función, la de traer las conducciones de agua desde el Aljarafe, y la de servir como pasarela peatonal, fue desguazada a finales de los años 50 al perder su utilidad al cerrarse el cauce en la zona en el conocido como tapón de Chapina o aterramiento de Chapina.

### SigloXX
En 1929, ante la Exposición Iberoamericana de 1929 a celebrar en Sevilla, se construyó el puente de Alfonso XIII, conocido más comúnmente como puente de Hierro. Un puente basculante que permitía pasar el canal de Alfonso XIII -la dársena-, fue desmontado en 1998.

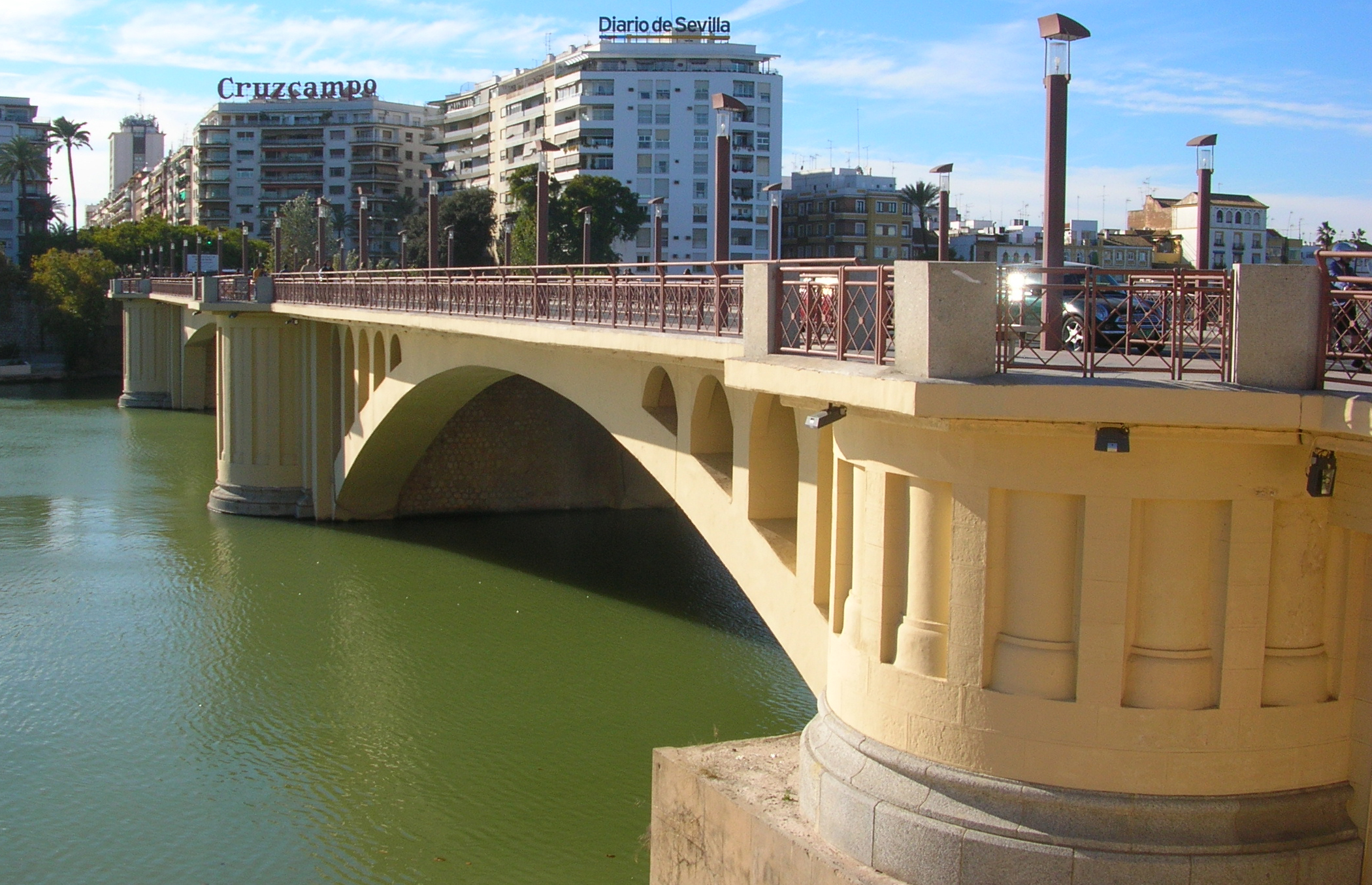
Puente de San Telmo.

Dos años después 1931, fue inaugurado un nuevo puente, el puente de San Telmo, situado entre el puente de Triana y el puente de hierro. También era basculante, pero en 1968, fue convertido en fijo, cuando la actividad portuaria, se desplazó hacia el sur. Dos años más tarde, en 1933, fue construido el puente basculante de San Juan, sobre la desviación del cauce del Guadalquivir, es exterior a la ciudad. Este puente pasó a ser fijo, tras el cierre del meandro de los gordales, al desviarse el tráfico fuvial por la corta de Tablada.
En 1968 fue terminado el puente del Generalísimo, nombrado en honor a general Franco, y renombrado como puente de los Remedios algunos años después de la llegada de la democracia.

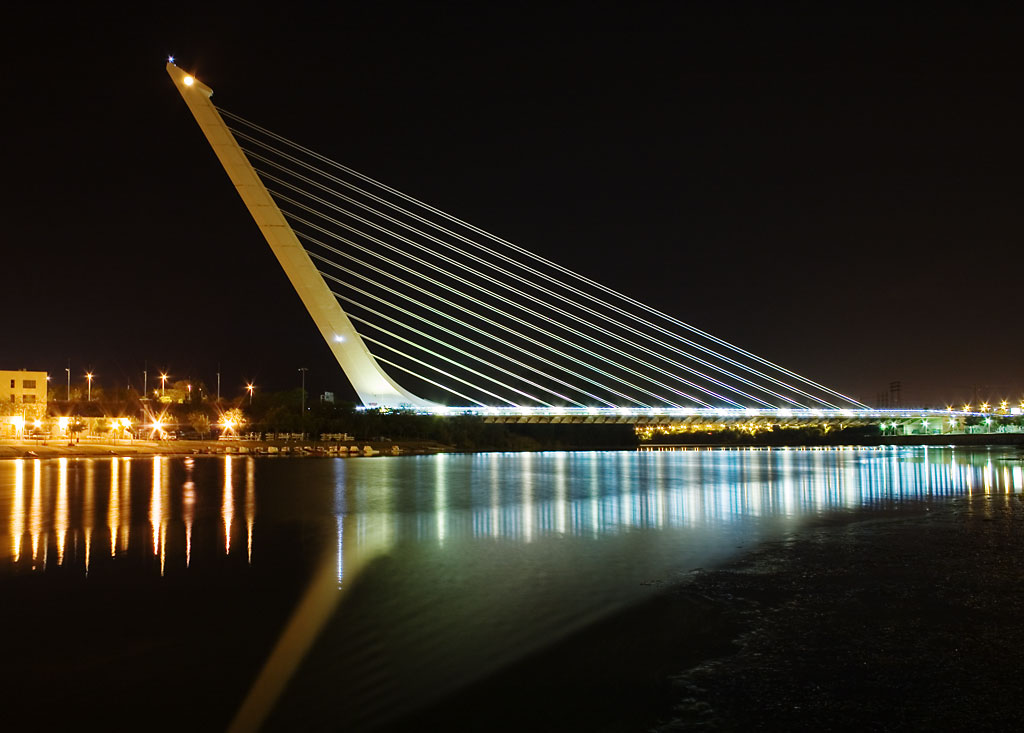
Puente del Alamillo.

Tras la concesión de la Exposición Universal 1992, se inició un periodo de realización de grandes obras en lo que a comunicaciones se refiere en la ciudad de Sevilla, en los que fue preparada para el inicio del siglo XXI. Seis nuevos puentes, se construyeron sobre la darsena:al sur se construyeron El puente del Centenario, que permite el paso del tráfico fluvial por debajo gracias a los 51 metros que hay desde el tablero al agua, y el puente de las Delicias, puente basculante que substituyó al obsoleto puente de Alfonso XIII. Al norte, se construyeron cuatro nuevos puentes: puente del Cristo de la Expiración, la pasarela de la Cartuja, el puente de la Barqueta y el impresionante puente del Alamillo.

### Proyectos del siglo XXI
En la década de 2010 aparecieron los proyectos de tres nuevos puentes. El primero de ellos, fue la pasarela de San Jerónimo, peatonal, que une el parque de San Jerónimo y el del Alamillo, y que fue inaugurada en 2011. Además hay intención por parte de la corporación municipal al frente de la que se encuentra Juan Ignacio Zoido de construir un puente situado entre el puente del Cristo de la Expiración y la pasarela de la Cartuja destinado a absorber el incremento de tráfico y personas con destino a la Torre Cajasol en lugar de la pasarela peatonal que prevé el PGOU y hubo otro por parte del equipo de gobierno de que presidía Alfredo Sánchez Monteseirin entre el puente de la Barqueta y el puente del Alamillo en la prolongación de la calle José Díaz, que daría servicio a la facultad de Ingenieros y a un hotel de cuatro estrellas situados ambos en la isla de la Cartuja.

## Los puentes de Sevilla

### Puentes sobre la dársena delGuadalquivir
(de aguas arriba a aguas abajo)

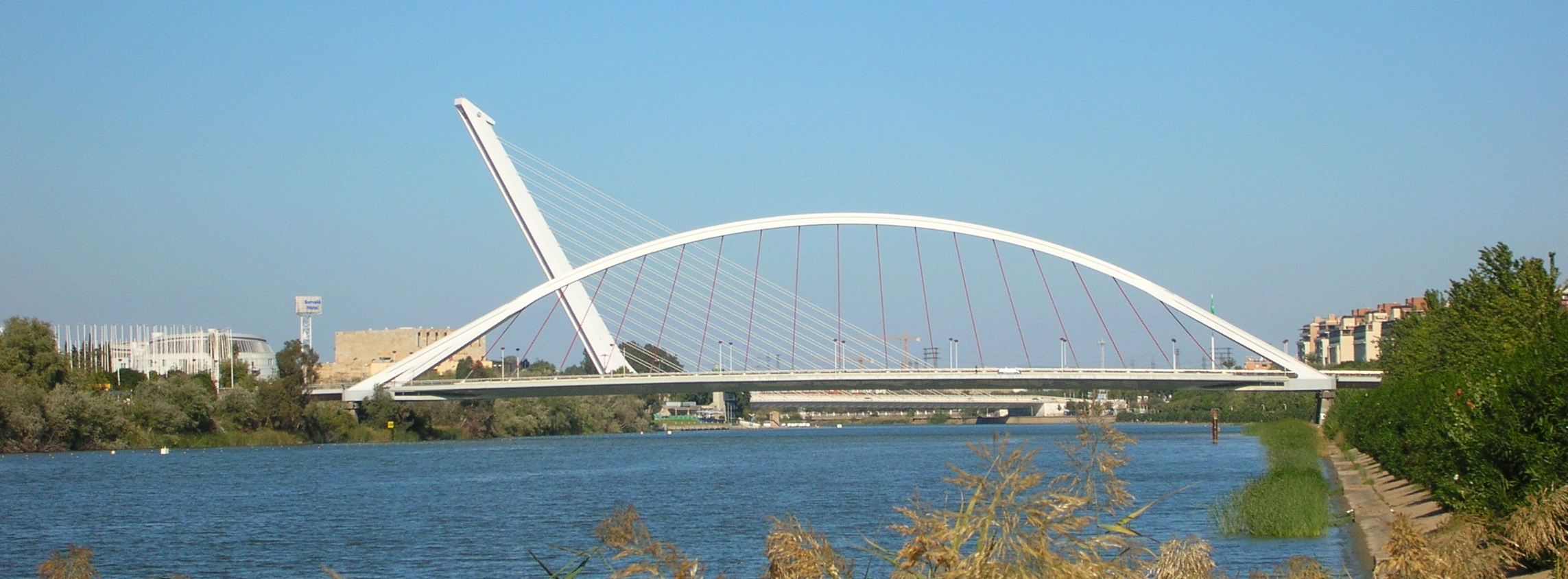
Dos de los tres puentes situados más al norte en la dársena, en primer término, el de la barqueta, en segundo, el del Alamillo.

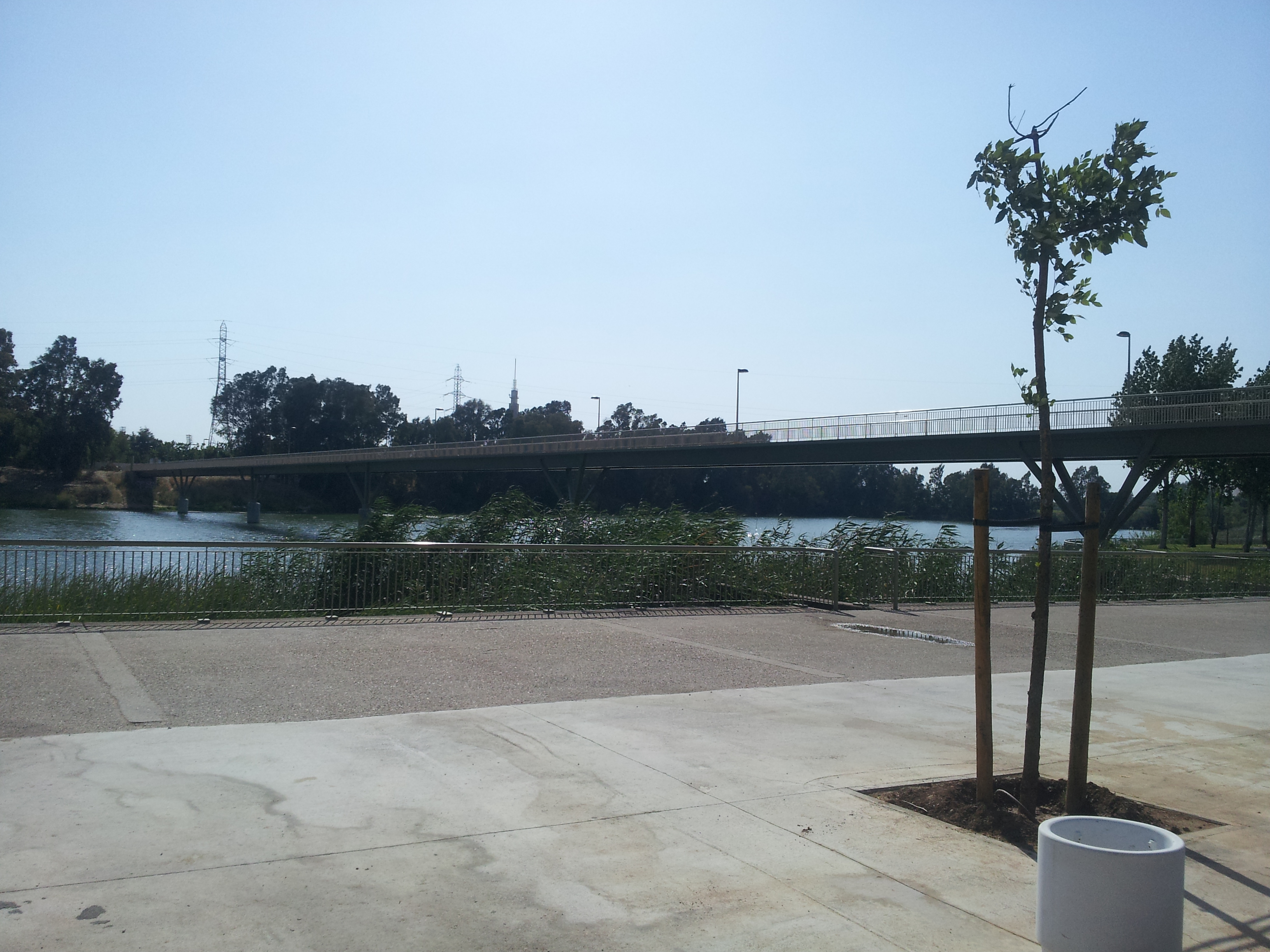
Pasarela de San Jerónimo, el más reciente de los puentes sobre el Guadalquivir de Sevilla y el situado más al norte en la ciudad de Sevilla

- Pasarela de San Jerónimo, peatonal, une el parque de San Jerónimo y el del Alamillo, inaugurada en 2011.[8]
- Puente del Alamillo
- Puente de la Barqueta, nombre por el que se conoce al puente Mapfre
- Pasarela de la Cartuja
- Puente del Cristo de la Expiración, también conocido como puente del Cachorro o de Chapina.
- Puente de Isabel II, también conocido como puente de Triana
- Puente de San Telmo
- Puente de los Remedios, antiguamente, puente del Generalísimo

- Puente de las Delicias

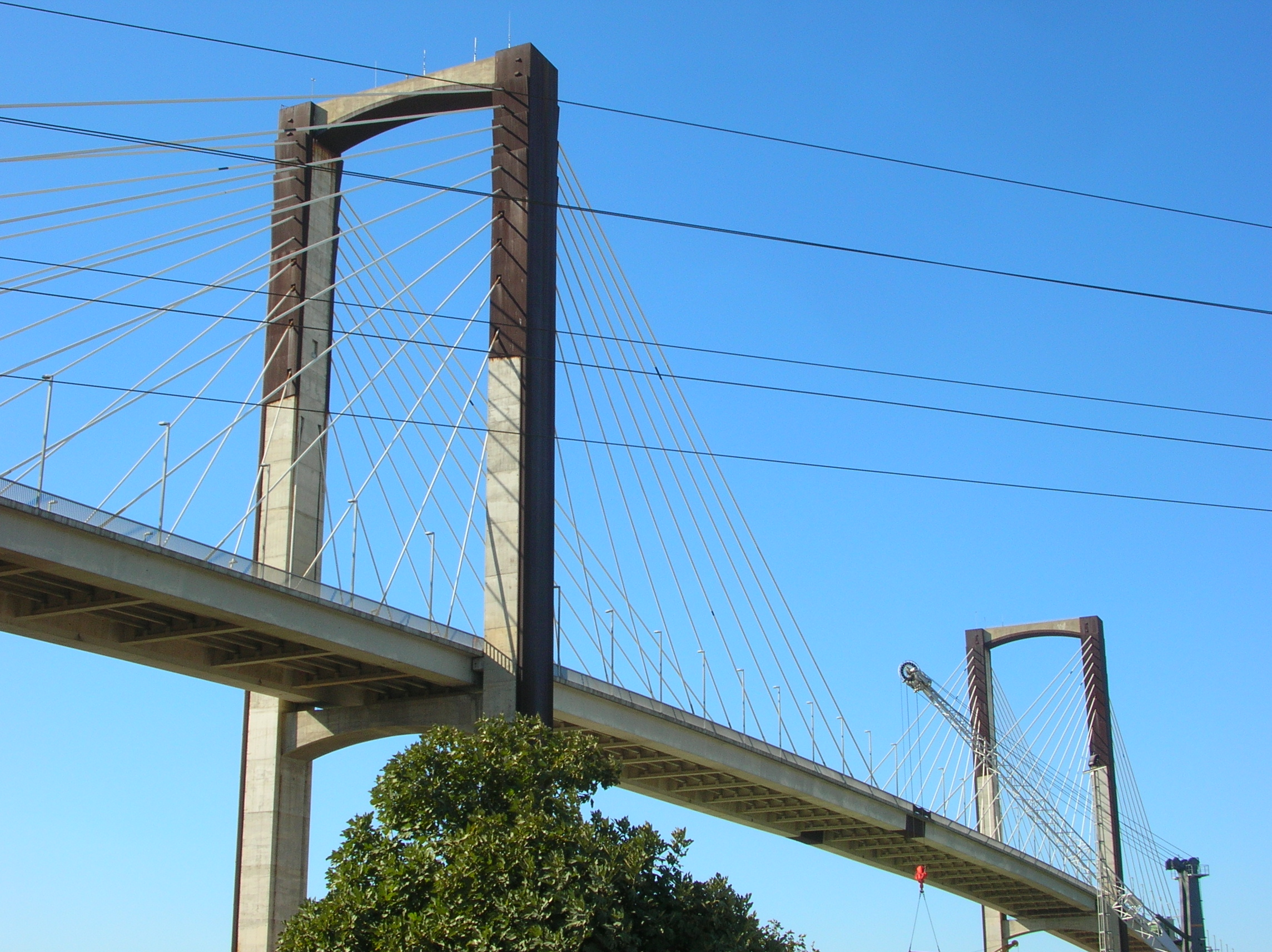
Puente del Centenario.

- Puente del Centenario, nombrado habitualmente de forma incorrecta puente del V Centenario.

### Puentes sobre el brazo vivo delGuadalquivir
(de aguas arriba, a aguas abajo)

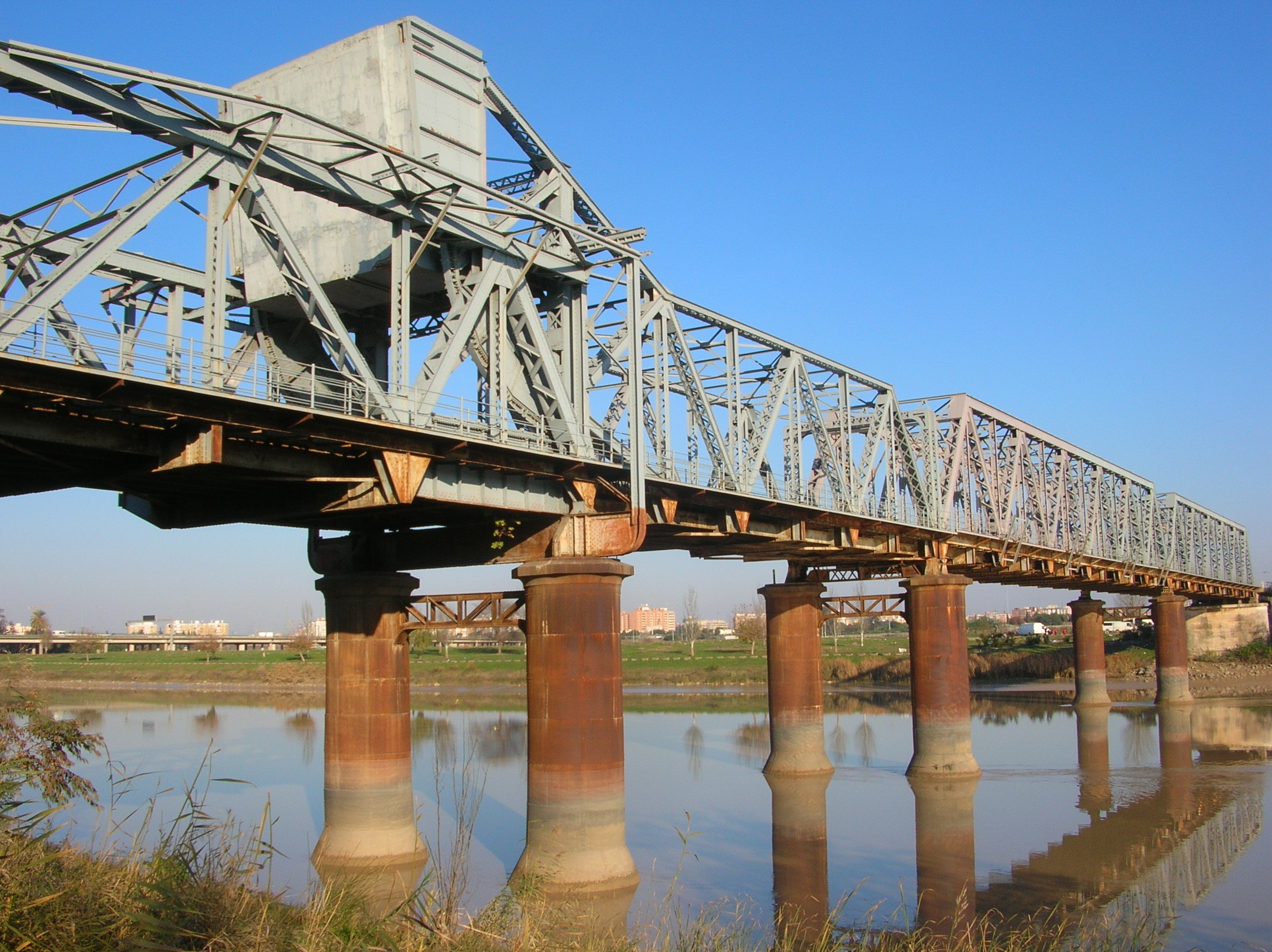
Puente de San Juan, a la izquierda, el puente de Juan Carlos I, al fondo, la ciudad de Sevilla.

Aunque están fuera de la ciudad de Sevilla (en la mayoría de casos, apenas a 500 metros), son los puentes que comunican la ciudad con el Aljarafe:
- Puente de la Algaba, puente construido a principio de siglo XX para comunicar los núcleos de La Algaba y Sevilla
- Puente de la línea ferroviaria Sevilla-Huelva
- Puente de la Corta, que estaba previsto que hubiera sido construido igual que el puente del Alamillo, con el pilón inclinado en sentido contrario.
- Puente de Camas a la altura de torre Triana; antiguo puente de la línea ferroviaria, que se construyó sobre la corta de la Cartuja prácticamente a continuación del que sustituyó al puente de Alfonso XII , tras modificar el trazado de la línea ferroviaria pasó a ser utilizado como pasarela peatonal-ciclista y carril bus.
- Puente del Patrocinio
- Puente Reina Sofía
- Puente Rey Juan Carlos I
- Puente basculante de San Juan
- Puente de la línea 1 del metro de Sevilla

### Puentes desaparecidos sobre el Guadalquivir
(de aguas arriba, a aguas abajo)
- Puente de Alfonso XII, puente ferroviario de la línea Sevilla-Huelva, reemplazado en 1943.
- Puente de la línea ferroviaria Sevilla - Huelva, (1943-1991) que reemplazó al de Alfonso XII, fue demolido en 1991 junto a los puentes del patrocinio tras desviar el cauce y modificar el trazado ferroviario.
- Pasarela del Agua, pasarela peatonal, también conocida como puente de tablas, desde el 23 de abril de 1898 hasta finales de los años 50
- Puente del patrocinio I (1949-1991) (demolido tras desviar el cauce)
- Puente del patrocinio II (1971-1991) (paralelo al anterior a un metro de distancia, demolido tras desviar el cauce)
- Puente de barcas
- Puente de Alfonso XIII, construido con motivo de la Exposición Iberoamericana de 1929. Desmontado en 1998, conocido popularmente como el puente de Hierro.

### Puentes sobre el entramado ferroviario
En 1929 se construyeron tres puentes sobre el ferrocarril: el de San Bernardo, el de la Calzada y el de la Enramadilla. En 1991, tras el cambio en el trazado ferroviario, fueron derribados el de la Calzada y el de la Enramadilla.
- Puente de San Bernardo: En la avenida Eduardo Dato del barrio de San Bernardo. Fue realizado por el arquitecto regionalista Juan Talavera y Heredia.
- Puente de la Enramadilla.
- Puente de la Calzada: Construido en la calle Oriente, renombrada luego como avenida Luis Montoto, en el barrio de la Calzada. Fue construido por el ingeniero Félix Ramírez Doreste. Su construcción incluyó parte de la estructura de los Caños de Carmona.[10]

## Véase también

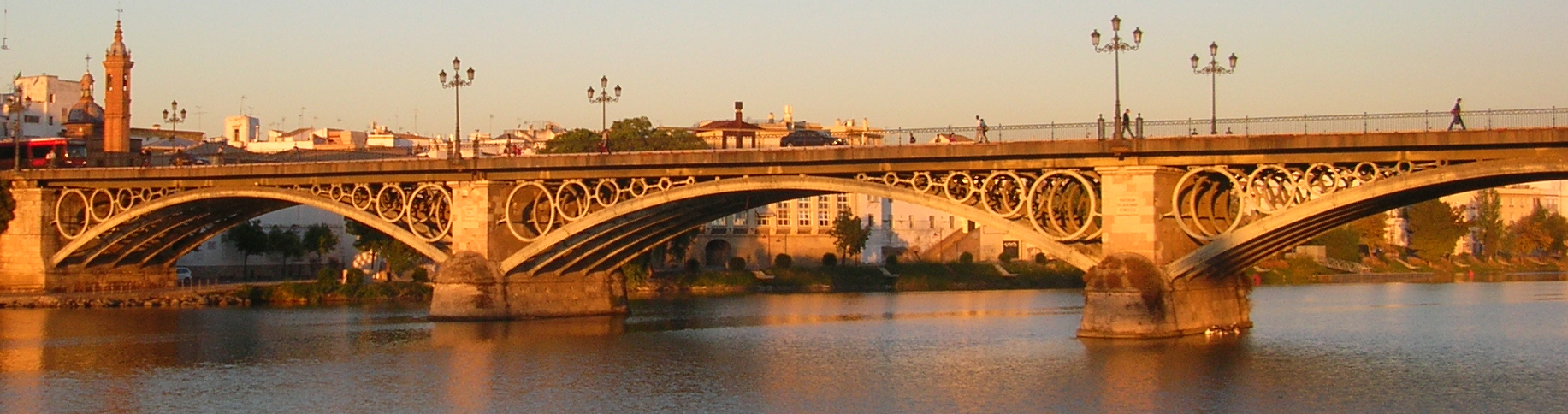
Puente de Triana.